# マンフレード2世 (サルッツォ侯)

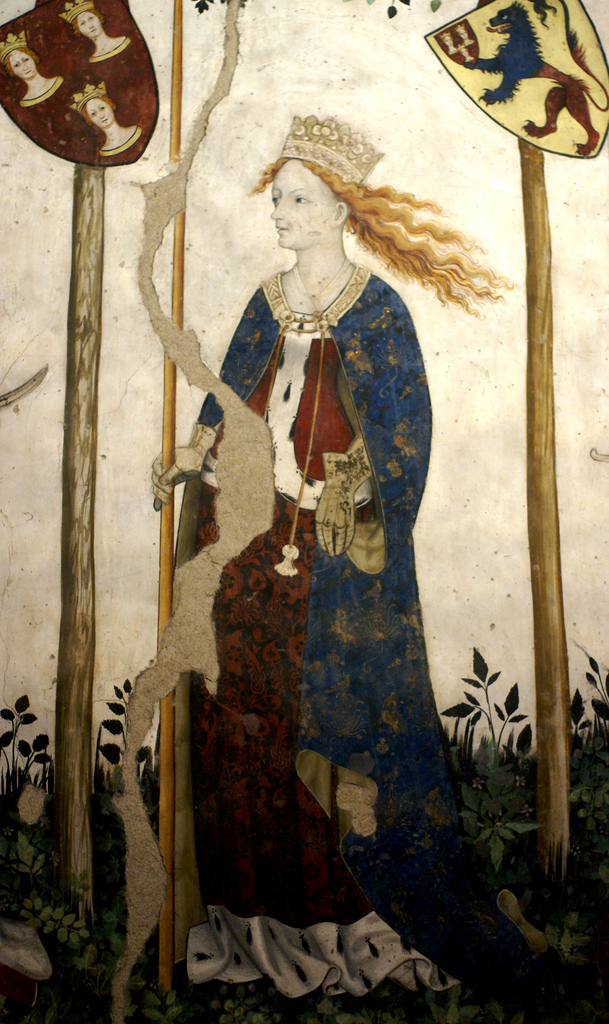
妃アラージア・デル・モンフェッラート

マンフレード2世（イタリア語：Manfredo II, 1140年 - 1215年）は、サルッツォ侯（在位：1175年 - 1215年）。

## 生涯
マンフレード2世はサルッツォ侯マンフレード1世とエレオノーラ・ダルボレーアの息子である。マンフレード2世はサルッツォを侯領の首都とした。
マンフレード2世は1182年以前にアラージア・デル・モンフェッラートと結婚し、北部イタリアで最も権力を持つ一族の一つであるアレラーミチ家と同盟を結んだ。
マンフレード2世は侯領を拡大させ、隣接するサヴォイア伯の領土拡大政策に対抗した。いくつかの小競り合いがあった後、サルッツォ侯とサヴォイア伯は1213年委合意に達し、マンフレード2世の晩年の2年間は両者で和平を結ぶことができた。1212年に長男ボニファーチョが死去したため、孫のマンフレード3世がアラージアの摂政下で侯位を継承することとなった。アラージアはマンフレード3世のため、サヴォイア伯に敬意を表し、以後1世紀の間、サルッツォ侯はサヴォイア伯の臣下となった。

## 子女
マンフレード2世とアラージアの間に、以下の子女が生まれた。
- アニェーゼ - コミタ1世・ディ・トッレス（英語版）と結婚
- ボニファーチョ（1184年 - 1212年） - 	コミタ1世・ディ・トッレスの娘マリアと結婚し、マンフレード3世が生まれた。
- マルガリータ - ジョフロワ・ド・サルヴァンと結婚
- マリア - グリエルモ2世・ディ・チェーヴァと結婚
- トンマーゾ

また、庶子としてバスタルディーノがいる。